# جان مک‌کیب
جان مک‌کیب (انگلیسی: John McCabe؛ ‏ ۲۱ آوریل ۱۹۳۹ – ۱۳ فوریهٔ ۲۰۱۵) آهنگساز، موسیقی‌دان و نوازنده پیانو اهل بریتانیا بود.
از فیلم‌ها یا مجموعه‌های تلویزیونی که وی در آن‌ها نقش داشته‌است، می‌توان به سرباز خوب اشاره نمود.